# Торлони, Кристиане
Кристиане Торлони (порт. Christiane Torloni, род. 18 февраля 1957) — бразильская актриса театра, кино и телевидения.

## Биография

### Карьера
Первую свою роль Кристиане исполнила в телефильме 1975 года режиссёра Валтера Аванчини «Рождественское помилование». Настоящая популярность пришла к ней после роли Жо Пентеадо в телесериале 1985 г., снятом по сценарию Ивани Рибейру A Gata Comeu. Уже в следующем году она укрепила свою популярность среди телеаудитории, исполнив роль Фернанды в телесериале «Каменный лес». 

Ещё одну важную роль в её телекарьере она сыграла в философско-психологическом сериале 1994 года Путешествие (в России демонстрировался под названием «Линия Жизни») все той же Ивани Рибейру. За роль близнецов в телесериале «Орёл и решка» Торлони получила в 1995 г. премию «Контиго». 
 В 1998 году она согласилась исполнить, несмотря на полемику, роль лесбиянки Рафаэлы в телесериале «Вавилонская башня». Сценаристу Силвиу ди Абреу, в связи с нежеланием публики принять столь откровенную демонстрацию «розовой любви», пришлось устранить персонаж Торлони во время взрыва в торговом центре (по другим данным, смерть персонажа была запланирована изначально).
 В 2001 году актриса получила премию APCA как лучшая актриса за исполнение смешной злодейки Лайлы в телесериале «Падший ангел». 
 В 2003 году она стала очередной Эленой в телесериале Мануэля Карлуша «Женщины в любви». 

В настоящее время Кристиане Торлони продолжает активно сниматься в телесериалах компании «Глобу», предпочитая участие в проектах сценаристки Глории Перес (Америка, Амазония от Гальвеса до Шико Мендеса, Дороги Индии). 
 Её театральным дебютом стала совместная работа с актрисой Марилией Перой в спектакле «Драгоценные глупости». Наиболее знаковые роли (Саломеи, Жанны д’Арк) она сыграла в спектаклях режиссёра Жозе Посси Нето.

### Личная жизнь
Родившись в г. Сан-Паулу, в испано-итальянской семье актёров Моны Деласи и Жералду Матеуша, в зрелом возрасте Кристиане Торлони переезжает жить в Рио-де-Жанейро. В конце 1970-х годов она выходит замуж за  актёра и режиссёра Дениса Карвальо. В 1979 году от этого недолгого брака у неё родились близнецы, два мальчика — Гильерме и Леонарду. Смерть Гильерме в результате автомобильной аварии в 1991 г. стала потрясением для Кристиане. Она на три года уезжает в Португалию и возвращается только в 1994 г. для съёмок в телесериале «Путешествие», одним из режиссёров которого был её будущий муж — Игнасио Кокейро, в браке с которым она состоит и в настоящее время. Сын актрисы Леонарду Карвальо продолжил профессиональную династию и стал актёром.
Кристиане Торлони практикует буддизм тибетского толка, по несколько часов в день занимается медитацией, верит в закон кармы.

## Фильмография
Телевидение
- 1976 — Две жизни — Жулиана
- 1978 — Жина — Жина
- 1981 — Танцуй со мной — Лиа Сейшас Миранда
- 1983 — Сумасшедшая любовь — Лусия
- 1985 — A Gata Comeu — Жоана Пентеаду
- 1986 — Каменный лес — Фернанда Арруда Кампус
- 1992 — Невесты Копакабаны — Катя де Са Монтесе  (мини-сериал)
- 1994 — Путешествие — Дина Толедо
- 1995 — Орел и решка — Виви/Фернанда
- 1998 — Вавилонская башня — Рафаэла Кац
- 2001 — Падший ангел — Лайла ди Монталтино
- 2003 — Женщины в любви — Элена Мораес Рибейру Алвес
- 2005 — Америка  — Айде Памплона Лопес Прадо
- 2007 — Амазония от Гальвеса до Шико Мендеса  — Мария Алонсо
- 2008 — Совершенная красота  — Соня Амаранти
- 2009 — Дороги Индии — Мелисса Кадоре
- 2011 — Изысканная гравюра (Fina Estampa) — Тереза Кристина Буарке Секейра